# 한지완 (작가)
한지완는 대한민국의 텔레비전 드라마 작가이다. 

## 주요 작품
- 2016년 SBS 드라마스페셜          《원티드》 ... 집필
- 2018년 KBS2 수목 미니시리즈      《오늘의 탐정》 ... 집필
- 2022년 넷플릭스 오리지널 드라마  《썸바디》 ... 집필
- 2022년 tvN 수목 미니시리즈       《살인자의 쇼핑목록》 ... 집필